# ران کروچلی
ران کروچلی (انگلیسی: Ron Crutchley؛ ۲۰ ژوئن ۱۹۲۲ – اوت ۱۹۸۷ (۶۵ ساله)) بازیکن فوتبال اهل بریتانیا بود.
از باشگاه‌هایی که در آن بازی کرده‌است می‌توان به باشگاه فوتبال والسال و باشگاه فوتبال شروزبری تاون اشاره کرد.